# Scaphiopodidae
Scaphiopodidae är en familj av groddjur som ingår i ordningen stjärtlösa groddjur (Anura). Enligt Catalogue of Life omfattar familjen Scaphiopodidae 7 arter. 
Släkten enligt Catalogue of Life och Amphibian Species of the World:
- Scaphiopus, med 3 arter i USA och Mexiko.
- Spea, med 4 arter i västra Nordamerika.

Arterna lever i motsats till de flesta groddjur i torra stäpper och öknar. De tillbringar stora delar av livet vilande i jorden och de intar ett stelt tillstånd. En tjock läderhud skyddar mot uttorkning. Familjemedlemmarna vaknar efter regnfall och gräver sig fram till ytan. Där är de nattaktiva. Ibland ligger 9 månader eller några år mellan regntider som är tillräcklig intensiva.